# 包纳加尔县

在古吉拉特邦萨乌拉施特拉地区的位置

包纳加尔县（英語：Bhavnagar district）地处印度古吉拉特邦的半岛区。人口2,880,365（2011年），城镇人口占37.86%；面积超9,940平方公里，有近800个村。政府所在地包纳加尔市。
包纳加尔县位于坎贝湾以西，东部和南部临阿拉伯海，西面与阿姆雷利县、拉杰果德县接壤，北面与艾哈迈达巴德县、苏伦德拉讷格尔县交界。

## 主要城镇
- 包纳加尔市：县政府所在地；
- 巴利塔纳：耆那教徒的朝圣地；
- 瓦达曼（英语：Vataman）